# 衢江区
衢江区是中国浙江省衢州市下辖的一个市辖区。位於浙江省西部，錢塘江上游，區人民政府駐樟潭街道府前路6號。区域总面积为1,747.53平方公里。

## 历史
东汉初平三年（192年）开始设县，时名为新安，西晋改为信安、唐改为西安县，民国元年（1912年）始称衢县，至今已有1800多年。2001年设立衢江区。

## 行政区划
衢江区下辖2个街道办事处、10个镇、8个乡：
樟潭街道、浮石街道、上方镇、峡川镇、杜泽镇、莲花镇、高家镇、全旺镇、大洲镇、后溪镇、廿里镇、湖南镇、灰坪乡、太真乡、双桥乡、周家乡、云溪乡、黄坛口乡、举村乡和岭洋乡。

## 人口
根據第七次全国人口普查數據，截至2020年11月1日零時，衢江區常住人口為373920人。